# Tom Steed
Thomas Jefferson "Tom" Steed, född 2 mars 1904 i Eastland County i Texas, död 8 juni 1983 i Shawnee i Oklahoma, var en amerikansk demokratisk politiker. Han var ledamot av USA:s representanthus 1949–1981.
Steed var verksam som journalist i Oklahoma och tjänstgjorde som officer i andra världskriget. År 1949 efterträdde han Glen D. Johnson som kongressledamot och efterträddes 1981 av Dave McCurdy. Steed avled 1983 och gravsattes i Shawnee.